# 봉구
봉구(본명 : 이봉구, 1986년 8월 29일 ~ )는 대한민국의 가수이자 2인조 남성 그룹 길구봉구의 멤버이다.

## 경력
- 서울예술실용전문학교 실용음악계열 강사
- 한국연예사관학교 실용음악예술학부 겸임교수

## 음반

### 싱글
- 2017년 2월 19일 《복면가왕 99회》 (압구정 오렌지족 {신동} & 물찬 강남제비)
- 2017년 2월 26일 《복면가왕 100회》 (물찬 강남제비)

### OST
- 2013년 5월 24일 《네일샵 파리스 OST Part 2》 (봉구)

### 예능
- 2015년 MBC 《미스터리 음악쇼 복면가왕》 - 물찬 강남제비 <가왕>